# ماكسيمو بانغيرا
ماكسيمو بانغيرا (Máximo Banguera) (و. 16 ديسمبر 1985)، هو لاعب كرة قدم إكوادوري في مركز حارس مرمى.

## روابط خارجية
- ماكسيمو بانغيرا على موقع الاتحاد الدولي (مؤرشف)  (الإنجليزية)
- ماكسيمو بانغيرا على موقع قاعدة بيانات كرة القدم.إي يو (الإنجليزية)
- ماكسيمو بانغيرا على موقع ناشيونال فوتبول تيمز (الإنجليزية)
- ماكسيمو بانغيرا على موقع Soccerway.com (الإنجليزية)
- ماكسيمو بانغيرا على موقع AS.com (الإسبانية)

ماكسيمو بانغيرا على فرق كرة القدم الوطنية.كوم